# Burgtheater Hohenegg
Unter dem Namen Burgtheater Hohenegg bringt eine Theatergruppe in Hafnerbach in Niederösterreich seit 1977 Theaterstücke auf die Bühne. Die Gruppe besteht aus reinen Laiendarstellern in wechselnder Besetzung, die Produktionen erfolgen alle 2 Jahre (nicht immer regelmäßig). Das Burgtheater Hohenegg ist eine Sektion des Kultur- und Tourismusvereins Hafnerbach, Spielort ist seit 1977 die Burgruine Hohenegg, zuerst als Freilichtaufführung im Burghof, seit 1985 im renovierten Burgsaal.

## Geschichte des Laientheaters in Hafnerbach
Das Theaterspiel hat in Hafnerbach eine bis in das beginnende 20. Jahrhundert zurückreichende Tradition.
Der „Gesang- und Musikverein Hafnerbach 1924“ und auch der „Katholische deutsche Burschenverein“, der sich 1924 gegründet hatte, spielten von 1925 bis ca. 1937 viele Theaterstücke (großteils mit Musik), Operetten und Singspiele. Aus dieser Zeit existieren noch die Originalplakate (1924, 1925, 1926, 1928, 1931 und 1934), Orchesternoten von Singspielen und Operetten und viele alte Rollenbücher. Dokumentiert wird dies auch durch viele alte Gruppenfotos, wenn auch nicht alle einem bestimmten Stück zugeordnet werden können. Vermutlich stammen einige auch aus Schulveranstaltungen.
Im Jahr 1947 startete eine neue Interessengemeinschaft nach einer kriegsbedingten Zwangspause das Theaterspielen mit dem Stück Das Bildstöckl. Ein Jahr darauf gründeten die beteiligten Personen die „Kulturvereinigung der Dunkelsteiner“. In ihren Statuten ist verankert, dass das Theaterspiel in Hafnerbach ein bedeutender Schwerpunkt ihrer Aufgaben sein soll. Bis 1975 brachte die Kulturvereinigung in unregelmäßigen Abständen – mit mehr oder weniger Erfolg – insgesamt 28 Stücke zur Aufführung.
Die katholische Jugend begann 1950 mit Theateraufführungen vorerst im Pfarrgarten, ab 1957 ebenso im Gasthaus Schramel wie die Kulturvereinigung. Sie war bis 1974 mit 15 Produktionen sehr erfolgreich.
Auch das Ländliche Fortbildungswerk (LFW), heute die NÖ Landjugend, versuchte sich 1976 mit einer Theaterproduktion.

### Die Gründung des Burgtheaters Hohenegg
1977 wurde aus den drei bisherigen Gruppen das „Burgtheater Hohenegg“ unter der Verantwortung der Kulturvereinigung gebildet und mit Freilichtaufführungen auf der Burgruine Hohenegg begonnen. 1985 übersiedelte man in den neu geschaffenen Theatersaal in der Burg, wo die Theateraufführungen seitdem stattfinden.
Von 1947 bis heute wurden über 60 Theaterproduktionen mit an die 300 Personen – Schauspieler, Bühnentechniker oder Regisseure – aufgeführt.
Walter Oezelt war von 1977 bis 2011 als Intendant, Regisseur und Schauspieler maßgeblich für alle Produktionen verantwortlich. Dann gab es einige Jahre keine Produktionen. 2015 übernahm Stefan Greimel das Burgtheater Hohenegg und man begann mit den Vorbereitungen für die Spielzeit 2016. 2 Wochen vor der Premiere des Stücks Unter Bademänteln verstarb plötzlich ein Mitglied des Ensembles, worauf die Aufführungen abgesagt wurden. 2017 gelang mit Verrückte haben's auch nicht leicht von Bernd Spehling ein Erfolg mit ausverkauftem Haus.
Mit dem Wechsel der Intendanz wurde das Burgtheater Hohenegg neu aufgestellt. So entstand eine neue Homepage, über die auch erstmals die Karten online gekauft werden konnten. Künstlerisch möchte man sich verstärkt auf Komödien im Sinne eines Sommertheaters konzentrieren.

## Aufführungen von 1925 bis 1977
Bis 1977 wurden fast 70 Theaterstücke aufgeführt.
| Jahr      | Stück                             | Veranstalter                                 |
| --------- | --------------------------------- | -------------------------------------------- |
| unbekannt | Wachauer Glück und Leid           | Gesang- und Musikverein Hafnerbach           |
| unbekannt | Der Tatzelwurm                    | unbekannt                                    |
| unbekannt | Der Gmoalump                      | Kath. deutscher Burschenverein "Dunkelstein" |
| 1925      | Ein fideles Gefängnis             | Gesang- und Musikverein Hafnerbach           |
| 1925      | Rinaldo Rinaldini                 | Gesang- und Musikverein Hafnerbach           |
| 1925      | Die missglückte Gardinenpredigt   | Gesang- und Musikverein Hafnerbach           |
| 1925      | Die schlimmen Buben in der Schule | Gesang- und Musikverein Hafnerbach           |
| 1925      | Johann Strauß-Huldigung           | Gesang- und Musikverein Hafnerbach           |
| 1925      | Der Schuster als Prinz            | Gesang- und Musikverein Hafnerbach           |
| 1925      | Der fidele Bauer                  | Gesang- und Musikverein Hafnerbach           |
| 1926      | Bruder Martin                     | Gesang- und Musikverein Hafnerbach           |
| 1926      | Das Bildstöckl                    | Kath. deutscher Burschenverein "Dunkelstein" |
| 1926      | Der wilde Horst                   | Gesang- und Musikverein Hafnerbach           |
| 1926      | Der Postillion vom Zillertal      | Gesang- und Musikverein Hafnerbach           |
| 1928      | Ein strammer Junge                | Gesang- und Musikverein Hafnerbach           |
| 1930      | Wenn du noch eine Mutter hast     | Kath. deutscher Burschenverein "Dunkelstein" |
| 1931      | Lumpazivagabundus                 | Gesang- und Musikverein Hafnerbach           |
| 1932      | Wenn der Vater mit dem Sohne      | Gesang- und Musikverein Hafnerbach           |
| 1933      | Winzer-Liesl                      | Gesang- und Musikverein Hafnerbach           |
| 1934      | Der Jogl vom Wegscheidhof         | Gesang- und Musikverein Hafnerbach           |
| 1935      | Das Röserl vom Wörthersee         | Gesang- und Musikverein Hafnerbach           |
| 1935      | Alt-Wiener-Abend                  | Gesang- und Musikverein Hafnerbach           |
| 1936      | Das Kreuz in der Klamm            | Kath. deutscher Burschenverein "Dunkelstein" |
| 1937      | Waldvöglein                       | Gesang- und Musikverein Hafnerbach           |
| 1938      | Hansl muss heiraten               | Kath. deutscher Burschenverein "Dunkelstein" |
| 1947      | Das Bildstöckl                    | Kulturvereinigung Hafnerbach                 |
| 1947      | Alles um a Goaß                   | Kulturvereinigung Hafnerbach                 |
| 1947      | D' Sefferl                        | Kulturvereinigung Hafnerbach                 |
| 1947      | Der brennende Hof                 | Kulturvereinigung Hafnerbach                 |
| 1948      | Sepperl muss heiraten             | Kulturvereinigung Hafnerbach                 |
| 1948      | Der Gwissenswurm                  | Kulturvereinigung Hafnerbach                 |
| 1949      | Im g'scheckerten Rössl            | Kulturvereinigung Hafnerbach                 |
| 1949      | Das schwarze Fleckerl             | Kulturvereinigung Hafnerbach                 |
| 1950      | Almenrausch und Edelweiß          | Kulturvereinigung Hafnerbach                 |
| 1950      | Das Spiel vom Tode                | Katholische Jugend Hafnerbach                |
| 1950      | Das eigene Blut                   | Kulturvereinigung Hafnerbach                 |
| 1951      | Der Kreuzweg                      | Kulturvereinigung Hafnerbach                 |
| 1951      | Das Mädchen Lisa                  | Katholische Jugend Hafnerbach                |
| 1952      | Die Geyerwally                    | Kulturvereinigung Hafnerbach                 |
| 1953      | Unterm Lindenbaum                 | Katholische Jugend Hafnerbach                |
| 1954      | Der Freischütz                    | Katholische Jugend Hafnerbach                |
| 1954      | Das Dreidirndlhaus                | Kulturvereinigung Hafnerbach                 |
| 1955      | Der Jogl vom Wegscheidhof         | Kulturvereinigung Hafnerbach                 |
| 1956      | Der kranke Onkel                  | Kulturvereinigung Hafnerbach                 |
| 1956      | A Bua muss her                    | Kulturvereinigung Hafnerbach                 |
| 1957      | s' Marerl                         | Katholische Jugend Hafnerbach                |
| 1958      | Das Geheimnis der Waldmühle       | Kulturvereinigung Hafnerbach                 |
| 1959      | Der Schwur an der Waldkapelle     | Kulturvereinigung Hafnerbach                 |
| 1959      | Lumpazivagabundus                 | Katholische Jugend Hafnerbach                |
| 1961      | Der Simerl vom Werlhof            | Kulturvereinigung Hafnerbach                 |
| 1963      | s' Kasamandl                      | Kulturvereinigung Hafnerbach                 |
| 1963      | Der große Optimist                | Katholische Jugend Hafnerbach                |
| 1964      | Der verlorene Sohn                | Katholische Jugend Hafnerbach                |
| 1965      | Ansteckende G'sundheit            | Kulturvereinigung Hafnerbach                 |
| 1965      | Die drei Eisbären                 | Katholische Jugend Hafnerbach                |
| 1966      | Der Gmoalump                      | Kulturvereinigung Hafnerbach                 |
| 1966      | Der Verschwender                  | Katholische Jugend Hafnerbach                |
| 1967      | 3× Hochzeit auf 1×                | Kulturvereinigung Hafnerbach                 |
| 1697      | Lumpazivagabundus                 | Katholische Jugend Hafnerbach                |
| 1968      | Das himmlische Bezirksgericht     | Kulturvereinigung Hafnerbach                 |
| 1968      | Bruder Martin                     | Katholische Jugend Hafnerbach                |
| 1969      | Meine Frau ist gleichberechtigt   | Kulturvereinigung Hafnerbach                 |
| 1969      | Der Zerrissene                    | Katholische Jugend Hafnerbach                |
| 1971      | Frühere Verhältnisse              | Kulturvereinigung Hafnerbach                 |
| 1972      | Der eingebildete Kranke           | Kulturvereinigung Hafnerbach                 |
| 1972      | Einen Jux will er sich machen     | Katholische Jugend Hafnerbach                |
| 1974      | Der Talisman                      | Kulturvereinigung Hafnerbach                 |
| 1975      | Ehefrau wider Willen              | Kulturvereinigung Hafnerbach                 |
| 1976      | Im Zeichen der Jungfrau           | Ländliches Fortbildungswerk Hafnerbach       |

## Aufführungen seit 1977
Von 1977 bis 2011 hat Walter Oezelt folgende Stücke zur Aufführung gebracht. Seit 2017 ist Stefan Greimel der Hauptverantwortliche.
| Jahr | Stück                               | Veranstalter            | Intendanz      |
| ---- | ----------------------------------- | ----------------------- | -------------- |
| 1977 | Die schlimmen Buben in der Schule   | Burgtheater Hohenegg    | Walter Oezelt  |
| 1978 | Diener zweier Herren                | Burgtheater Hohenegg    | Walter Oezelt  |
| 1980 | Der Widerspenstigen Zähmung         | Burgtheater Hohenegg    | Walter Oezelt  |
| 1981 | Sinniger Unsinn I                   | Burgtheater Hohenegg    | Walter Oezelt  |
| 1985 | Der zerbrochne Krug                 | Burgtheater Hohenegg    | Walter Oezelt  |
| 1987 | Der Lügner                          | Burgtheater Hohenegg    | Walter Oezelt  |
| 1989 | Die deutschen Kleinstädter          | Burgtheater Hohenegg    | Walter Oezelt  |
| 1991 | Der Prozeß um des Esels Schatten    | Burgtheater Hohenegg    | Walter Oezelt  |
| 1997 | Don Gil von den grünen Hosen        | Burgtheater Hohenegg    | Walter Oezelt  |
| 1999 | Sinniger Unsinn II                  | Burgtheater Hohenegg    | Walter Oezelt  |
| 2001 | Figaros Hochzeit                    | Burgtheater Hohenegg    | Walter Oezelt  |
| 2003 | Der Dreispitz                       | Burgtheater Hohenegg    | Walter Oezelt  |
| 2006 | Der Bürger als Edelmann             | Burgtheater Hohenegg    | Walter Oezelt  |
| 2009 | Kalif Storch                        | Burgtheater Hohenegg    | Walter Oezelt  |
| 2011 | Die schöne Helena                   | Burgtheater Hohenegg    | Walter Oezelt  |
| 2017 | Verrückte haben's auch nicht leicht | Kulturverein Hafnerbach | Stefan Greimel |
| 2019 | Unter Bademänteln                   | Kulturverein Hafnerbach | Stefan Greimel |
| 2022 | Das Zimmer der Aphrodite            | Kulturverein Hafnerbach | Stefan Greimel |
| 2024 | Eine verhängnisvolle Nacht          | Kulturverein Hafnerbach | Stefan Greimel |